# Ken Money
Kenneth Eric „Ken“ Money (* 4. Januar 1935 in Toronto; † 6. März 2023 ebenda) war ein kanadischer Hochspringer, Physiologe und Astronautenanwärter.
Money betrieb während seines Studiums an der University of Toronto Leistungssport als Hochspringer und wurde viermal Kanadischer Meister (1956–1958, 1960). Bei den Olympischen Spielen 1956 in Melbourne wurde er mit seiner persönlichen Bestleistung von 2,03 m Fünfter im Hochsprung-Wettkampf. 1958 belegte er bei den British Empire and Commonwealth Games in Cardiff den achten Platz.
Nachdem er 1958 seinen Bachelor in Physiologie und Chemie absolviert hatte, folgte ein Jahr später der Master in Physiologie und 1961 wurde er mit einem Ph.D. in Physiologie promoviert. Money schlug eine akademische Laufbahn ein, in deren Rahmen er u. a. an der University of Toronto lehrte und über 300 wissenschaftliche Publikationen verfasste. 1984 bis 1992 gehörte er dem kanadischen Raumfahrtprogramm als Astronautenanwärter an, kam jedoch nicht zum Einsatz.